# Hermenegild
Hermenegild, död 13 april 585, var äldste son till visigotiske kungen Leovigild och hans första hustru Teodosia, som var uppfostrad i den katolska läran.
Hermenegild gifte sig med den frankiska prinsessan Ingund, dotter till kung Sigibert II.
Leovigild krävde att alla medborgare i riket skulle konvertera till arianismen och fordrade att få utse arianska biskopar, vilket stötte på motstånd som leddes av Hermenegild som konverterat till katolicismen under påverkan av sin mor och hustru. Han tog sin tillflykt till Sevilla och samarbetade med den katolske biskopen Leander. Sedan Liuvigild belägrat och intagit Sevilla, tog han Hermenegild till fånga och förde honom först till Córdoba. Sedan förvisades han till Valencia, där han mördades av Liuvigilds agenter 585.
Hans yngre bror, Reccared, efterträdde fadern som kung efter dennes död 601.
Hermenegild blev senare kanoniserad som St Hermenegild av påven Sixtus IV på uppmaning av kung Filip II av Spanien. 
Den romersk-katolska kyrkan kanoniserade även biskopen som St Leander av Sevilla.